# Navio-fantasma

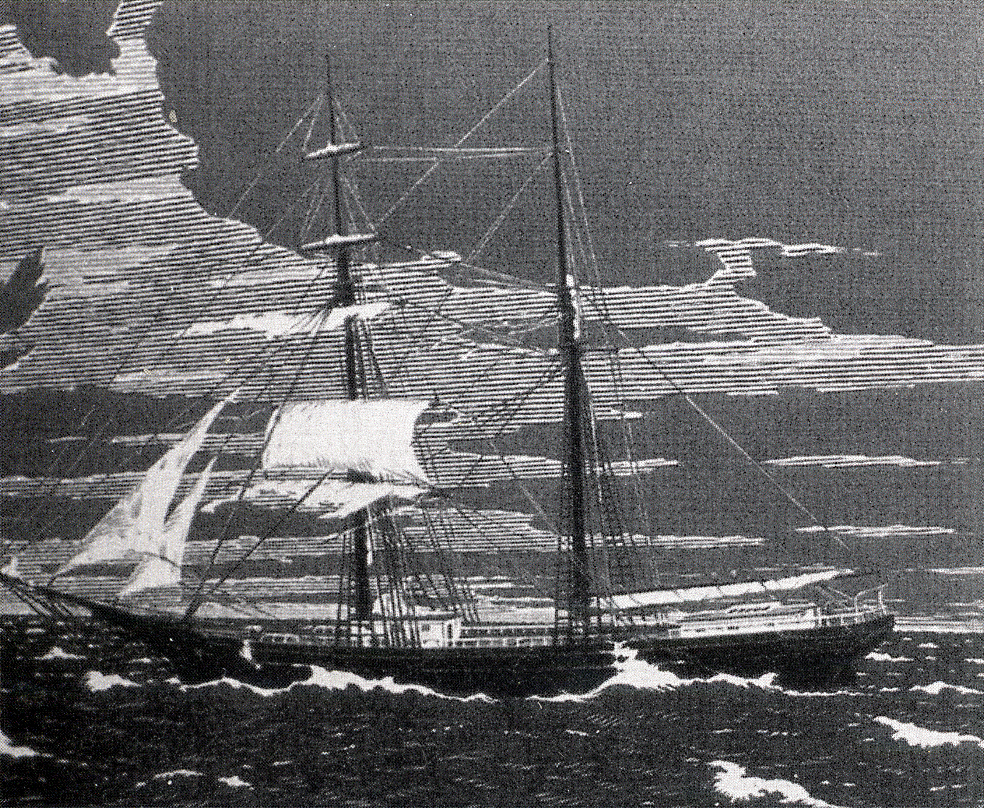
Uma gravura de como o Mary Celeste foi encontrado abandonado

Navio-fantasma é um navio sem tripulação viva a bordo. Pode ser uma embarcação fantasmagórica fictícia, como o Holandês Voador, ou um verdadeiro navio abandonado encontrado à deriva com sua tripulação desaparecida ou morta, como o Mary Celeste.